# Liste der Bodendenkmäler in Himmelkron
Auf dieser Seite sind die Bodendenkmäler in der oberfränkischen Gemeinde Himmelkron zusammengestellt. Diese Tabelle ist eine Teilliste der Liste der Bodendenkmäler in Bayern. Grundlage ist die Bayerische Denkmalliste, die auf Basis des Bayerischen Denkmalschutzgesetzes vom 1. Oktober 1973 erstmals erstellt wurde und seither durch das Bayerische Landesamt für Denkmalpflege geführt wird. Die folgenden Angaben ersetzen nicht die rechtsverbindliche Auskunft der Denkmalschutzbehörde.

## Bodendenkmäler in Himmelkron
| Lage                     | Objekt | Akten-Nr.     | Bild           |
| ------------------------ | --- | ------------- | -------------- |
| (Standort)               | Mittelalterliche Wüstung. | D-4-5935-0006 |                |
| (Standort)               | Grabhügel der Hallstattzeit. | D-4-5935-0008 |                |
| Kirchenring 1 (Standort) | Untertägige Teile der spätmittelalterlichen bis frühneuzeitlichen evangelischen Pfarrkirche St. Gallus in Lanzendorf, Fundamente mittelalterlicher Vorgängerbauten sowie Körpergräber des Mittelalters und der Neuzeit.                                                                      | D-4-5935-0022 |                |
| (Standort)               | Sternschanze der frühen Neuzeit. | D-4-5935-0023 |                |
| (Standort)               | Dammanlage der frühen Neuzeit. | D-4-5935-0029 |                |
| Klosterberg 8 (Standort) | Archäologische Befunde des späten Mittelalters und der frühen Neuzeit im Bereich des ehemaligen Zisterzienserinnenklosters Himmelkron, darunter untertägige Teile der ehemaligen Klosterkirche St. Maria und der ehemaligen Klostergebäude sowie Reste von Vorgängerbauten und Körpergräber. | D-4-5935-0030 | weitere Bilder |